# Stade de Port-Saïd
Le Stade de Port-Saïd (en arabe : ستاد بورسعيد) ou Stade Būr Saʻīd, est un stade de football égyptien situé dans la ville de Port-Saïd construit en 1954. Il est surtout connu pour servir de stade à l'équipe de première division égyptienne d'Al Masry.

## Histoire
Ce stade a également été l'un des six à accueillir la CAN 2006, ainsi que l'un des sept à accueillir la Coupe du monde -20 ans 2009.
Sa capacité est de 17 988 spectateurs.
Cette enceinte fut le théâtre d'affrontements entre supporters ayant fait 74 morts le 1er février 2012.

## Événements
- Coupe d'Afrique des nations de football 2006
- Coupe du monde de football des moins de 20 ans 2009